# Remo Rapino
Remo Rapino (Casalanguida, 22 agosto 1951) è uno scrittore italiano.

## Biografia
Nato a Casalanguida, in provincia di Chieti, risiede a Lanciano dove è stato docente di filosofia e storia nel locale liceo classico.
All'attività da docente, accompagna sin dal 1993 l'attività di scrittore e poeta. Ha pubblicato, tra gli altri, Dissintonie (1993), La vita buona (1996), Caffetteria (1998), Cominciamo dai salici (2002), Un cortile di parole (2006), I ragazzi che dicevano okay e Il salice, il grano, la rosa (2011), Esercizi di ribellione (2012), Quaderni, storie di calcio quasi vere (2015), Vite di sguincio (2017). Tra le sue opere compaiono le raccolte di poesia La profezia di Kavafis (2003) e Le biciclette alle case di ringhiera (2017).
Nel 2019 pubblica, per la casa editrice indipendente minimum fax, Vita, morte e miracoli di Bonfiglio Liborio. Il romanzo intende raccontare uno spaccato del Novecento attraverso lo sguardo del protagonista, Bonfiglio Liborio, considerato una «cocciamatte», ossia il matto del paese. L'opera si è aggiudicata l'edizione 2020 del Premio Campiello, ed è risultata finalista al Premio Napoli e candidata al Premio Strega. Il documentario Gli occhi di Liborio, ideato dal giornalista Carmine Perantuono, diretto da Antonio D’Ottavio e ispirato al romanzo, consente a Rapino di vincere il premio speciale di letteratura ai premi Flaiano 2021. Nel 2021, riceve il Premio Culturale MuMi e il Premio Frentano d'oro. Nel 2022, sempre dal romanzo Vita, morte e miracoli di Bonfiglio Liborio, viene realizzato lo spettacolo teatrale L'ultima notte di Bonfiglio Liborio, con le musiche e la regia di Davide Cavuti, interpretato da Pino Ammendola e dallo stesso Rapino, e prodotto dal Teatro stabile d'Abruzzo e da MuTeArt Produzioni.

## Riconoscimenti
- 2006: Premio Penne Europa per Un cortile di parole
- 2020: Premio Campiello per Vita, morte e miracoli di Bonfiglio Liborio
- 2021: Premio Flaiano per Gli occhi di Liborio
- 2021: Premio Culturale MuMi
- 2021: Frentano d'oro
- 2021: Premio Nazionale alla Cultura nell'ambito del Premio Sulmona
- 2024: Premio di Letteratura Sportiva Gianni Mura per Fubbàll

## Opere

### Romanzi
- Dissintonie, Firenze, L'Autore libri, 1993;
- Un cortile di parole, Lanciano, Carabba, 2006;
- Il salice, il grano, la rosa, Castelfrentano, Bibliografica, 2011;
- Quaderni, storie di calcio quasi vere, Carabba, 2015;
- Vite di sguincio, Carabba, 2017;
- Vita, morte e miracoli di Bonfiglio Liborio, Roma, minimum fax, 2019;
- Cronache dalle terre di Scarciafratta, Roma, minimum fax, 2021;
- Fubbàll, Roma, minimum fax, 2023;
- Di nome faceva Arturo, Roma, Città Nuova, 2025.

### Racconti
- Cantate inattuali, Lanciano, Carabba, 2010;
- I ragazzi che dicevano okay, Carabba, 2011;
- Esercizi di ribellione, Carabba, 2012;
- Valdés, Tetra, 2023.

### Poesie
- La vita buona, postfazione di Giuseppe Rosato, Faenza, Mobydick, 1996;
- La profezia di Kavafis, Mobydick, 2003;
- Le biciclette alle case di ringhiera, Chieti, Tabula Fati, 2017.

### Teatro
- L'ultima notte di Bonfiglio Liborio (2022), regia di Davide Cavuti.